# Беата Бживчи
Беата Моніка Бживчи (пол. Beata Monika Brzywczy) (1975) — польський дипломат. Генеральна Консулка Республіки Польща у Луцьку (2013—2016).

## Життєпис
Народилась в 1975 році. Освіту отримала в Варшавському університеті та Вищій школі управління та права.
У 1998—2003 рр. — працювала в Департаменті Персоналу, як старший референт.
У 2003—2008 рр. — в Офісі підготовки кадрів спочатку головним спеціалістом, радником міністра та врешті заступником Офісу підготовки кадрів.
У 2008—2010 рр. — директор Офісу особових справ при Міністерстві закордонних справ Польщі.
У 2010—2012 рр. — працювала в Консульстві у Преторії, Південно-Африканська Республіка.
У 2012—2013 рр. — очолювала один із відділів Генконсульства Польщі у Луцьку.
У 2013—2016 рр. — Генеральна консулка Республіки Польща у Луцьку, Україна.